# Éparchie de Lattaquié des Maronites
L'éparchie de Lattaquié des Maronites (en latin : eparchia Laodicena Maronitarum) est une église particulière de l'Église maronite en Syrie.

## Histoire
Le 16 avril 1954 est créée l'administration apostolique de Lattaquié. Elle est promue en éparchie le 4 août 1977.

## Cathédrale
La cathédrale Notre-Dame de Lattaquié, dédiée à saint Marie, est l'église cathédrale de l'éparchie.

## Ordinaires

### Évêques titulaires de Lattaquié
- 1732-1743 : Jean Estephan
- 1843-1863 : Nicolas Murad
- 1872 : Joseph Foraifer[2]
- 1919-1959 : Paul Akl[3]

### Administrateurs apostoliques de Lattaquié
- 1954-1966 : François Ayoub[4]
- 1967-1977 : Joseph Salamé[5]

### Évêques de Lattaquié
- 1977-1986 : Georges Abi-Saber, OLM[6]
- 1986-2001 : Antoine Torbey[7]
- 2001-2012 : Massoud Massoud[8]
- 2012-2015 : Elias Slaiman Slaiman[9], nommé président du tribunal patriarcal d'appel.
- depuis le 14 mars 2015 : Antoine Chbeir[10]